# Sinanpaşa
Sinanpașa este un district din Provincia Afyonkarahisar, Turcia.